# Friedensmuseum Hiroshima
Das Friedensmuseum Hiroshima (japanisch 平和記念資料館, Heiwa Kinen Shiryōkan; englisch Hiroshima Peace Memorial Museum) ist ein 1955 eröffnetes Museum zum Gedenken und zur Dokumentation des Atombombenabwurfs auf Hiroshima. Es befindet sich im Friedenspark von Hiroshima.

## Geschichte und Beschreibung
Das Friedensmuseum Hiroshima wurde am 24. August 1955 eröffnet. Es befindet sich im Friedenspark unweit des ehemaligen Gebäudes der Industrie- und Handelskammer, welches das Hypozentrum der Atombombenexplosion darstellte.
Das Hauptgebäude wurde vom Architekten Kenzō Tange entworfen.
Die vom Museum betriebene Stiftung sammelt Erinnerungsstücke an die Ereignisse und Erfahrungsberichte der Opfer und ist gleichzeitig in der internationalen Friedensbewegung aktiv. Das Museum schildert detailliert die Ereignisse vom 6. August 1945 und geht auch der Verbreitung der Atomwaffen in der Welt nach.
Im Gegensatz etwa zum Museum des Yasukuni-Schreins in Tokio zeigt das Friedensmuseum ein differenziertes Bild der japanischen Geschichte und kritisiert insbesondere den Militarismus der frühen Shōwa-Zeit.

## Impressionen der Dauerausstellung

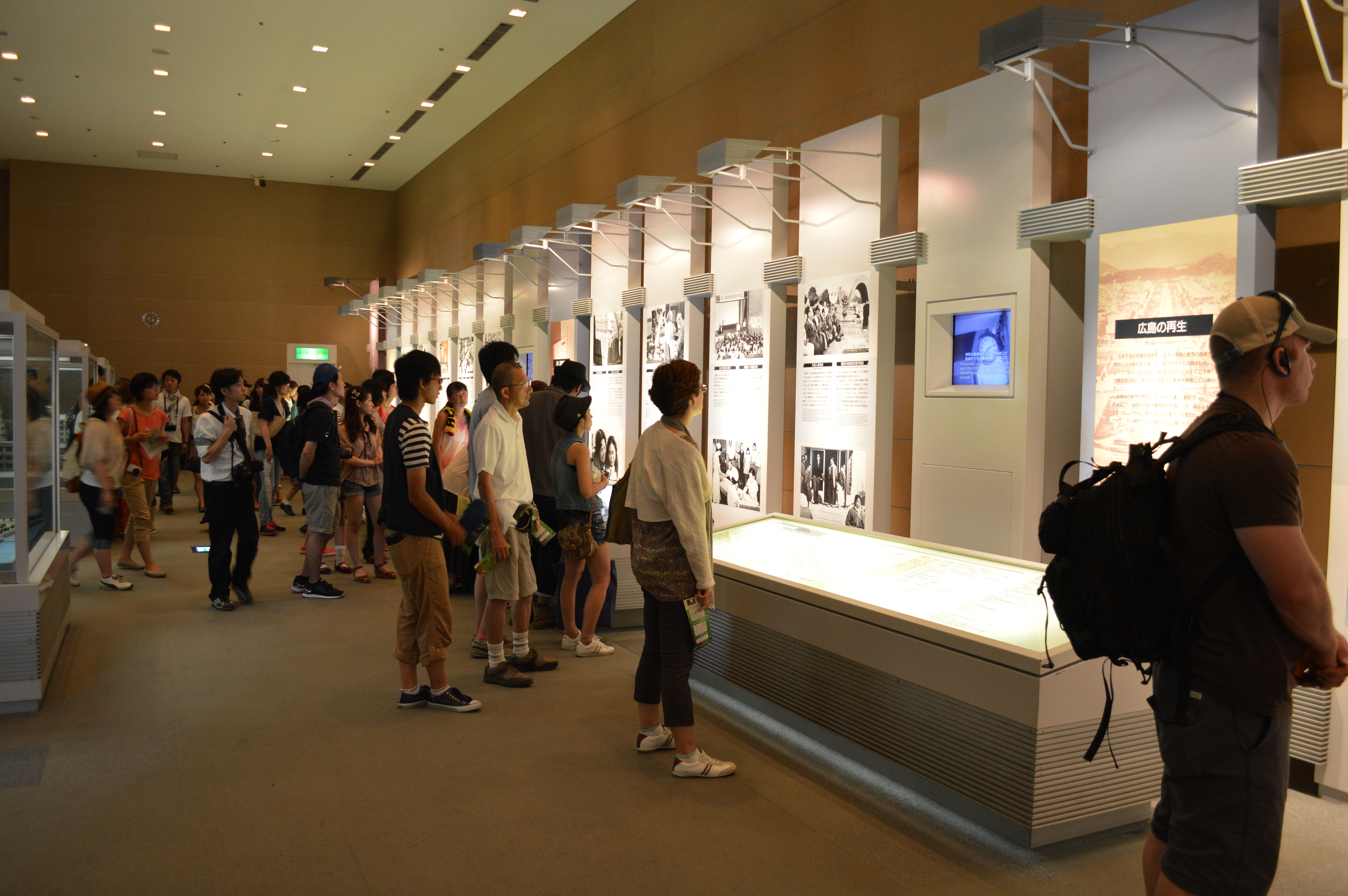
Ausstellungsbereich im Museum
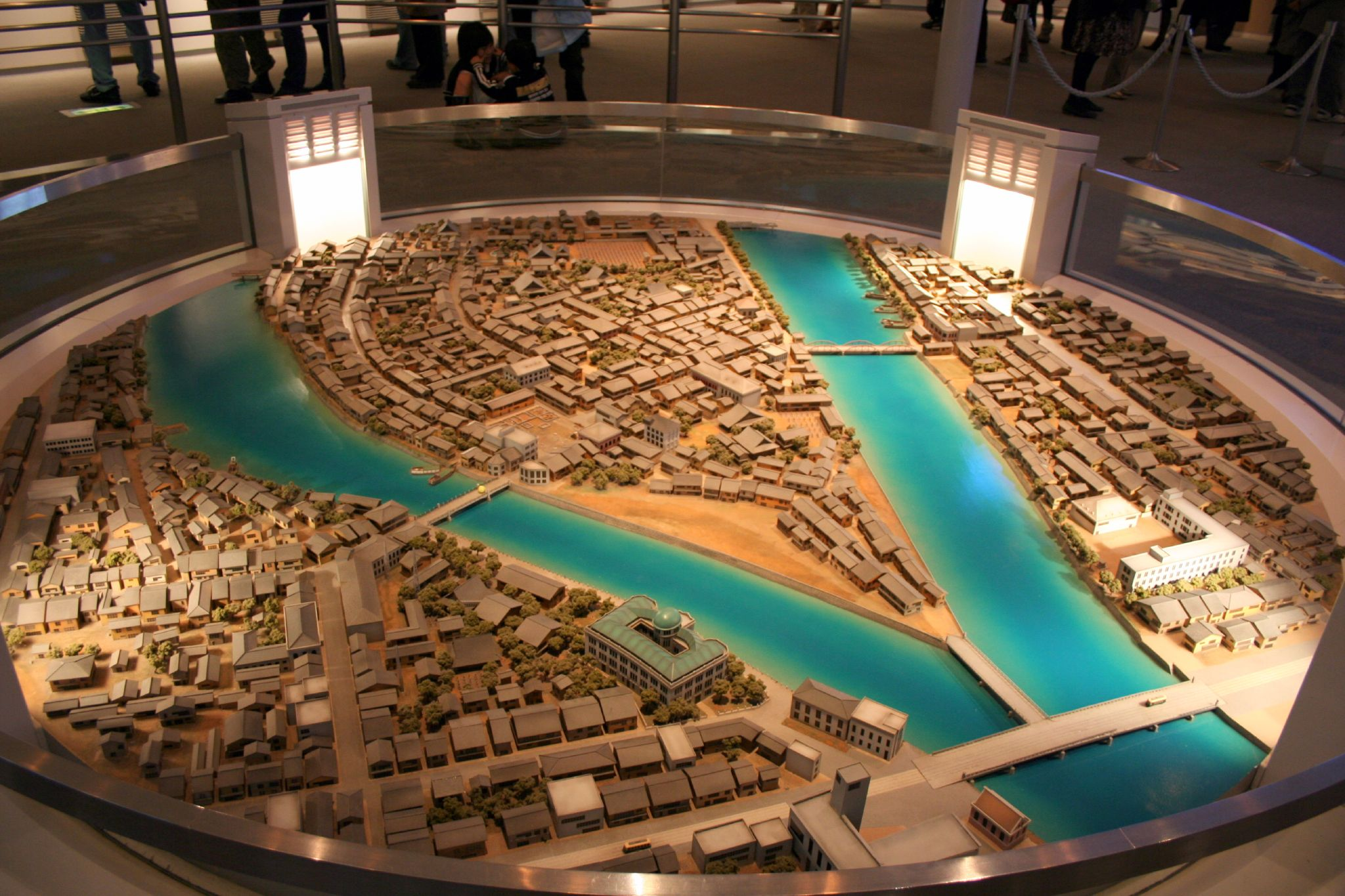
Modell von Hiroshima vor dem 6. August 1945
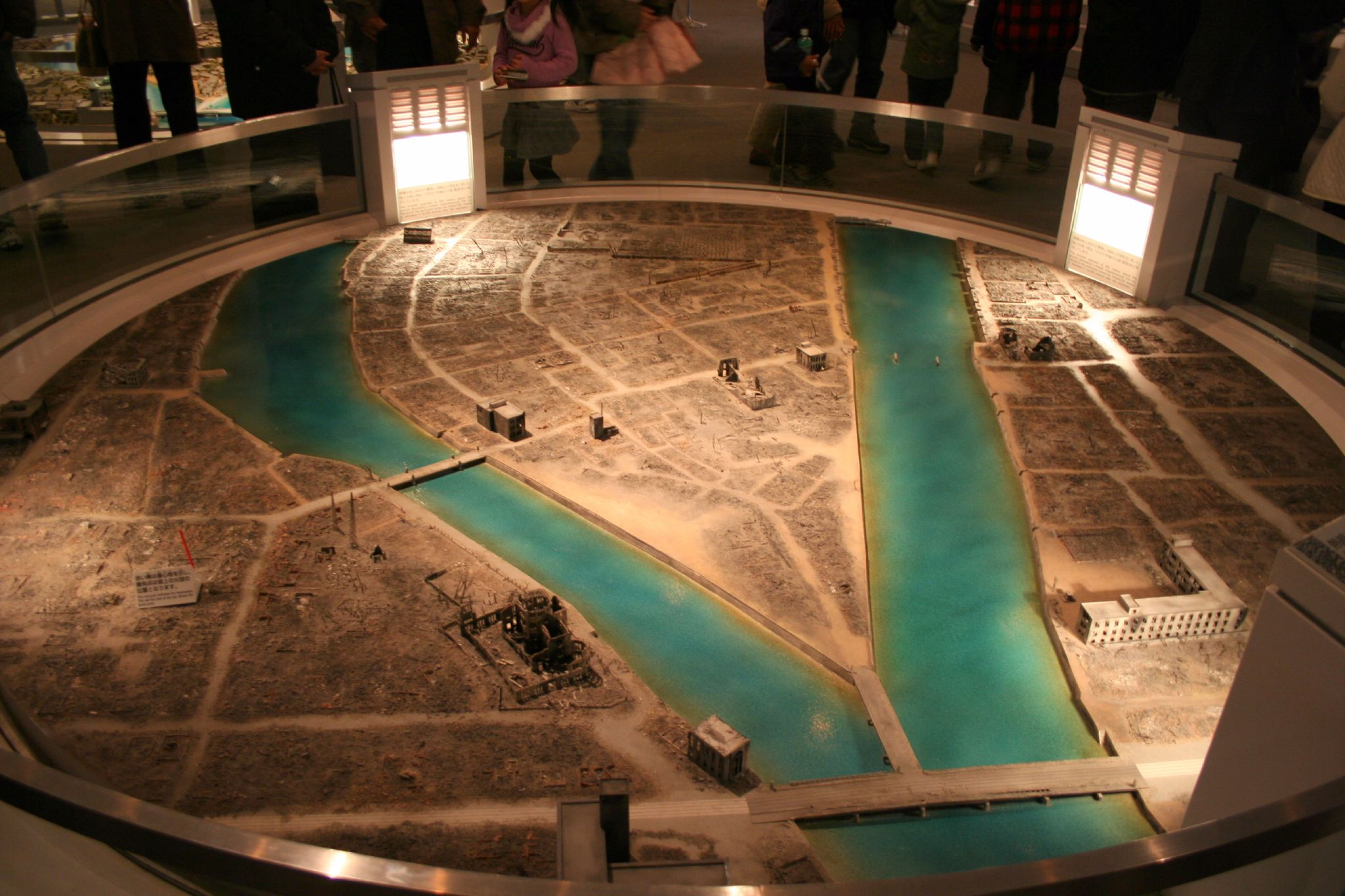
Modell von Hiroshima nach der Atombombenexplosion
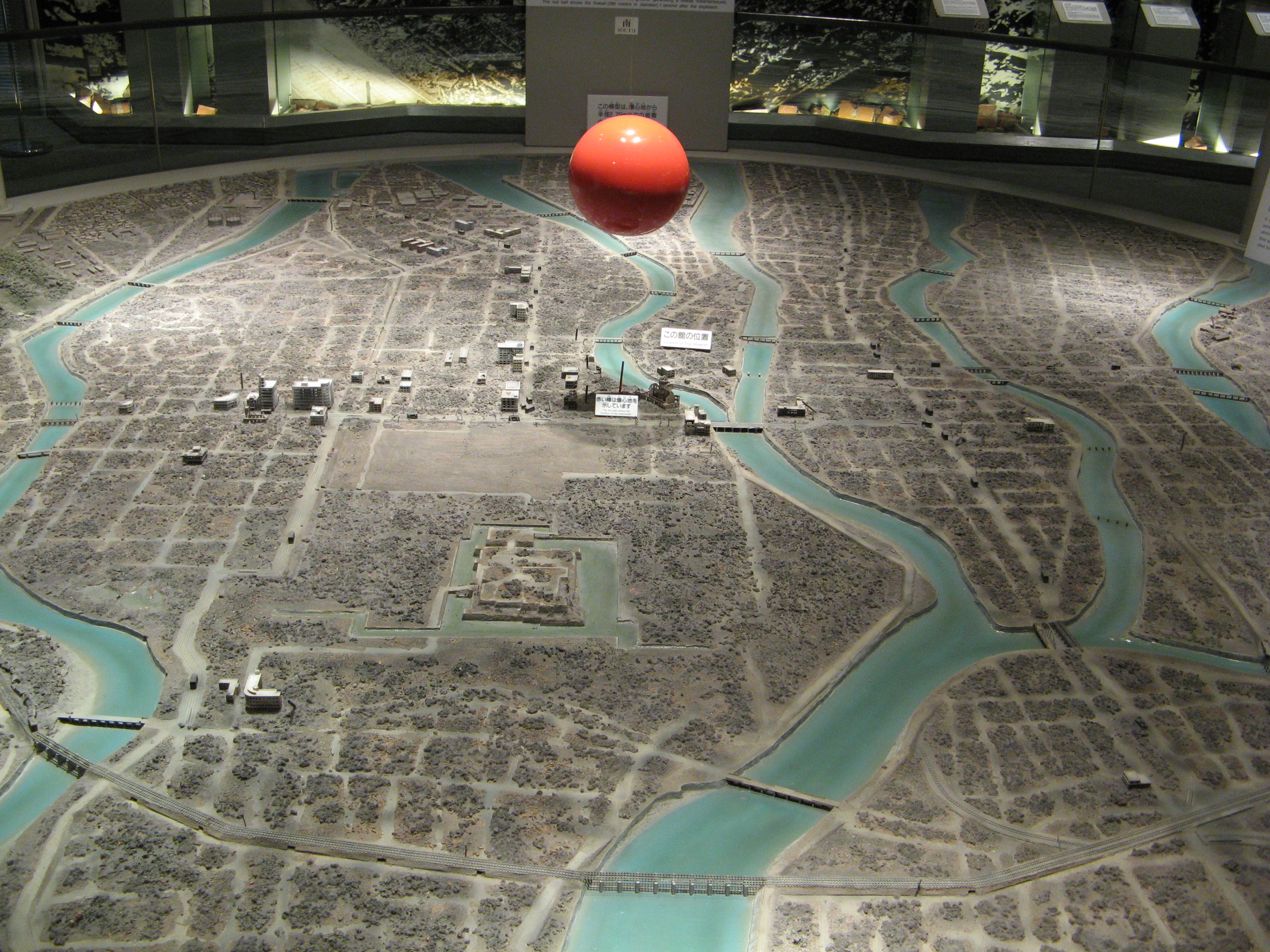
Modell von Hiroshima mit gekennzeichnetem Hypozentrum der Atombombenexplosion
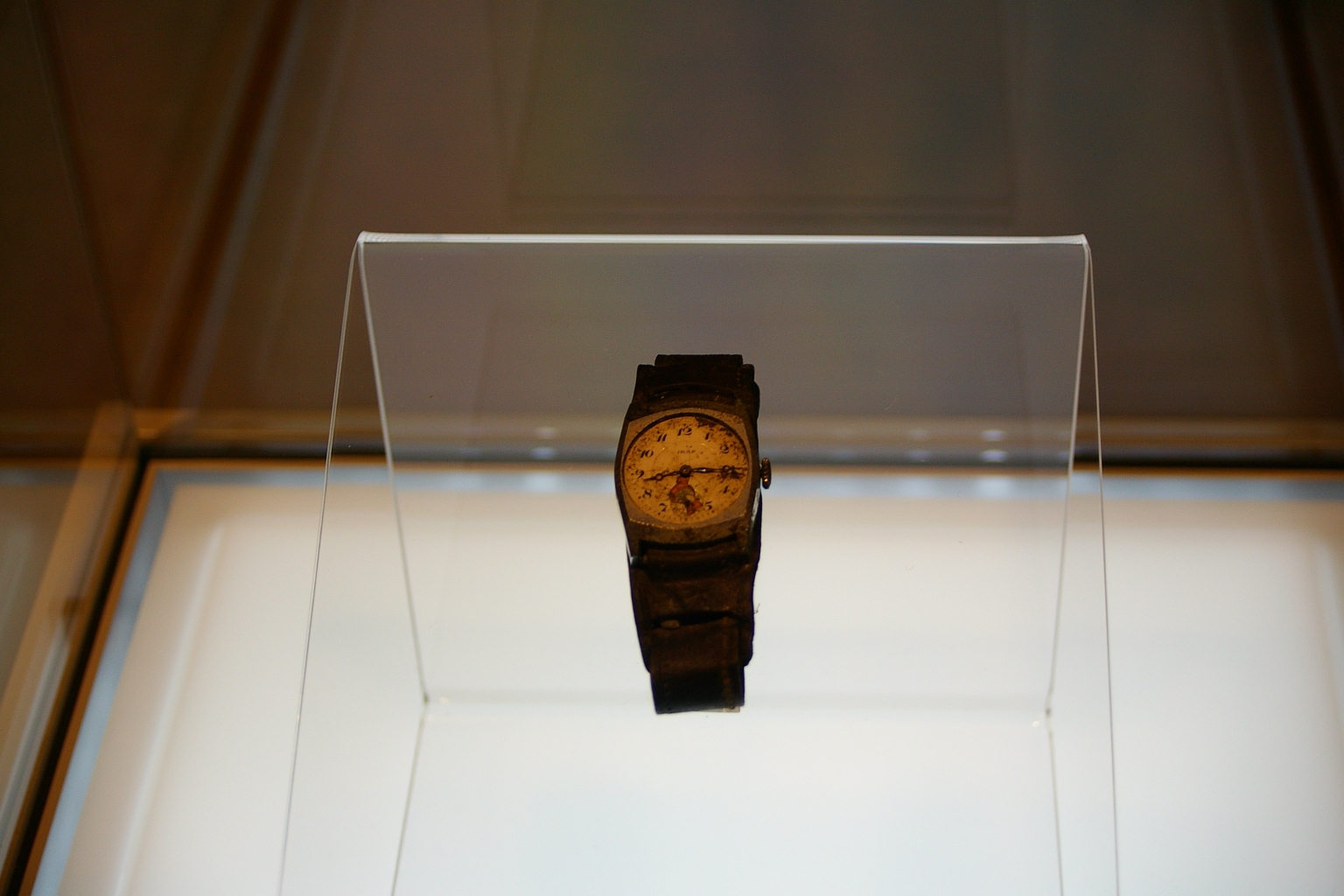
Uhr im Museum, die im Augenblick der Atombombenexplosion stehen geblieben ist
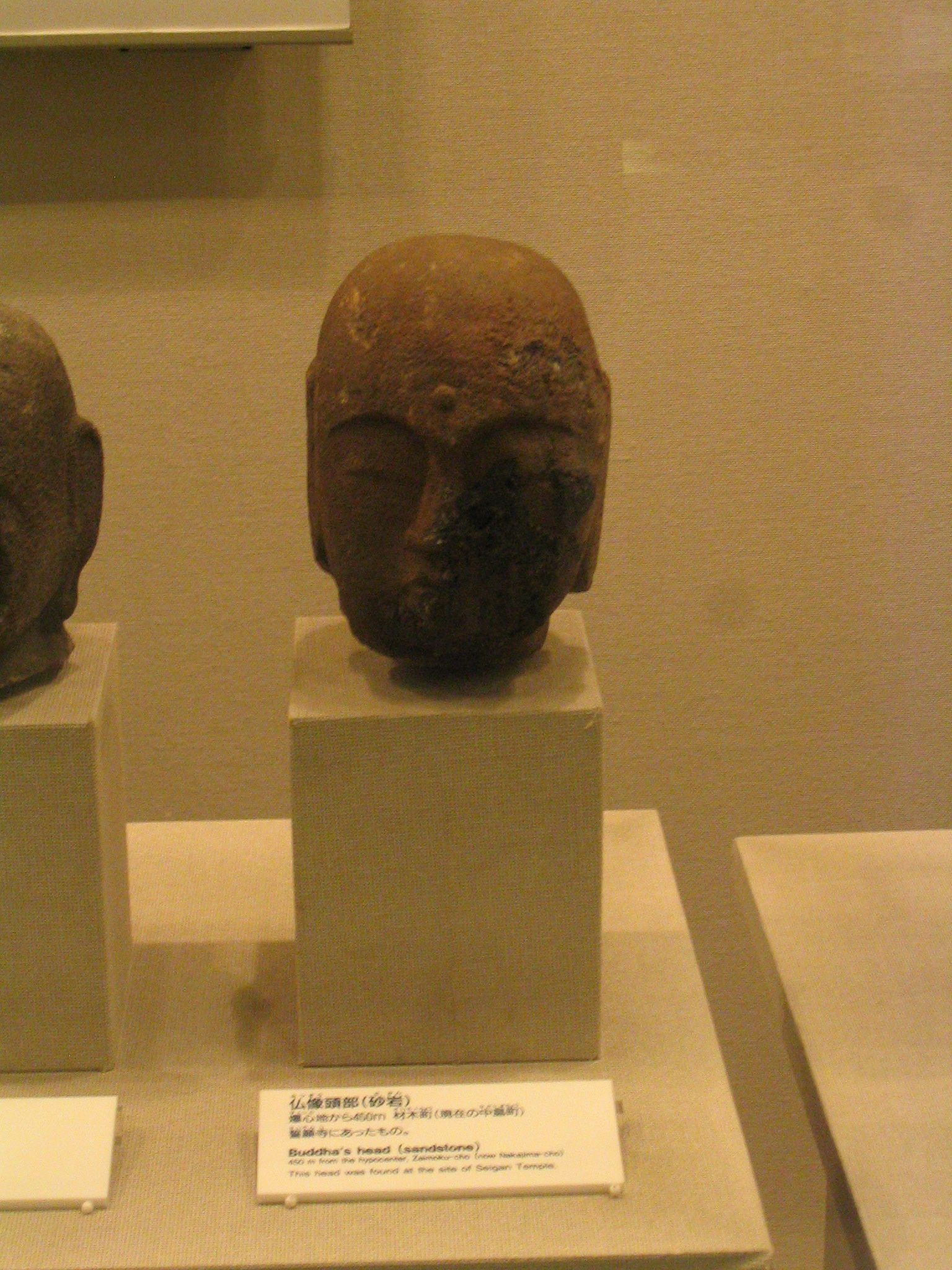
Kopf einer Jizo-Statue, die von der Hitze der Explosion verbrannt wurde
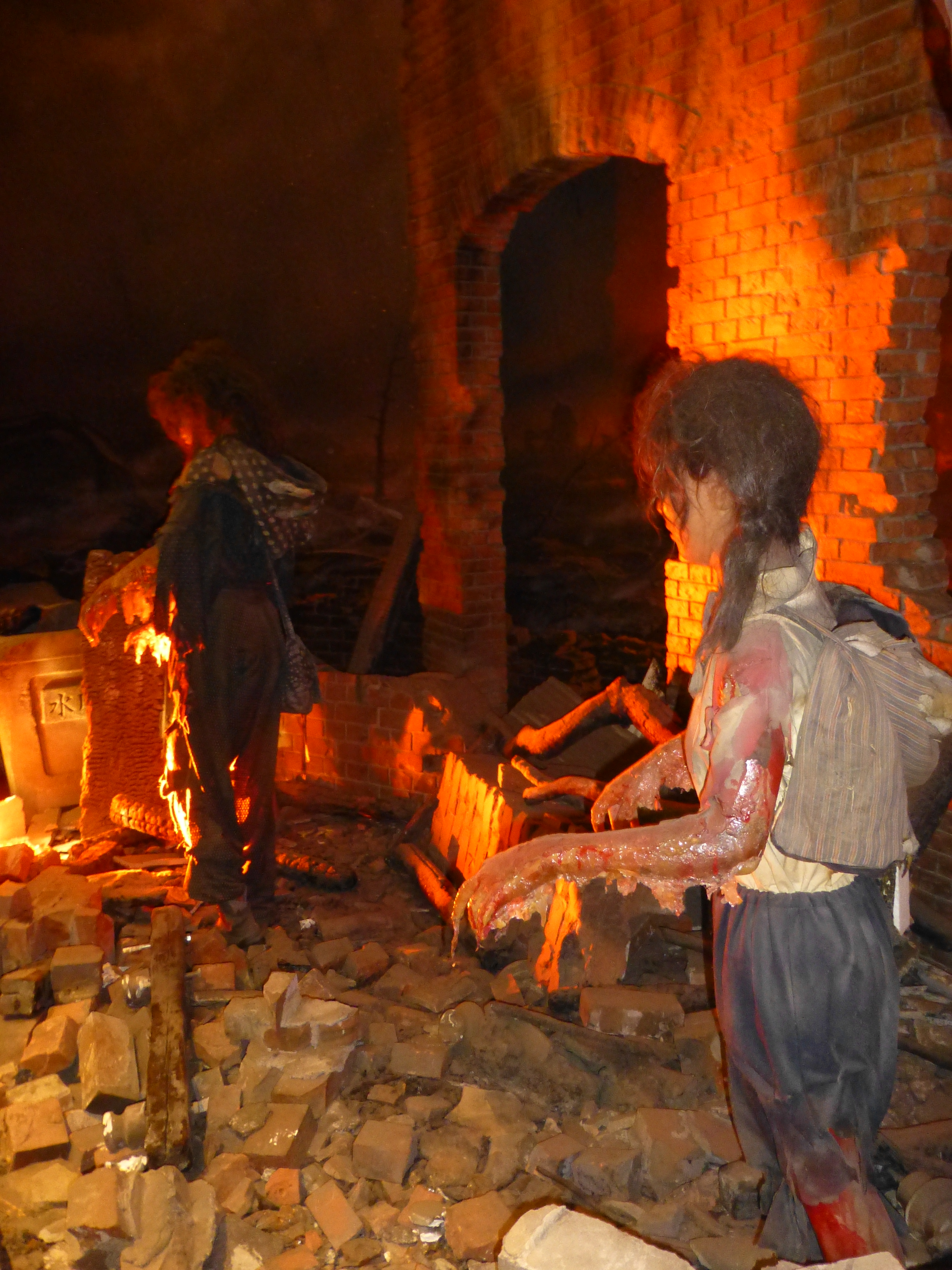
Veranschaulichung der Schadenswirkung der Atombombenexplosion (1973–2017)

## Sonstiges
- Das Friedensmuseum Hiroshima ist eine Einsatzstelle des österreichischen Auslandsdienstes.[4]
- Im Park des Museums stehen die Phönixbäume, die in unmittelbarer Nähe der Bombenexplosion standen und 1973 hierher versetzt wurden.